# Санчес, Аристидес
Хосе Аристидес Санчес Эрдосия (исп. José Aristides Sánchez Herdocia; 1943—1993) — никарагуанский политик, деятель движения Контрас, активный участник гражданской войны 1980-х годов. После отстранения сандинистов от власти оставался в оппозиции новому правительству.

## Непримиримый антисандинист
Родился в элитной семье, традиционно поддерживавшей Либеральную националистическую партию клана Сомоса. Работал частнопрактикующим адвокатом. После никарагуанской революции занял непримиримую антисандинистскую позицию. Несмотря на отсутствие военного опыта, примкнул к Легиону 15 сентября Энрике Бермудеса — первой структуре контрас, созданной бывшими бойцами национальной гвардии павшего режима Сомосы.
В 1980 году эмигрировал. Первоначально блокировался с оппозиционными группами Франсиско Карденаля и Мариано Мендосы. Затем вошёл в коалицию с Энрике Бермудесом и Адольфо Калеро. В августе 1981 года участвовал в формировании Никарагуанских демократических сил (FDN) — крупнейшей структуры контрас.

## Стратеггражданской войны
Аристидес Санчес выступал организатором и связующим звеном между командованием вооружённых формирований (ключевая фигура — Бермудес) и политическим руководством FDN (ключевая фигура — Калеро). Он постоянно курсировал между штаб-квартирой Калеро в Майами и полевыми лагерями контрас в Гондурасе. Большую часть времени Санчес проводил в лагерях, установил тесные отношения с бойцами и полевыми командирами. Для Калеро он являлся куратором вооружённых сил, для Бермудеса — лоббистом в политических кругах. Аристидес Санчес характеризовался как «лучший стратег контрас».
Санчес, Калеро и Бермудес образовали «Железный треугольник» — Triángulo de Hierro никарагуанской вооружённой оппозиции. Внутри этой руководящей триады существовал альянс Санчеса с Бермудесом. В 1987 году Санчес вошёл в руководство крупнейшей антисандинистской коалиции — Никарагуанского сопротивления (RN).
При этом Санчес конкурировал с Калеро за первенство в движении, исходя из более высокого положения своей семьи во времена Сомосы (Санчесы принадлежали к чиновничеству, Калеро — к буржуа). В США Санчес рассматривался как представитель сомосистской олигархии и антиамериканский националист. Он был серьёзным партнёром ЦРУ, хотя крайне негативно относился к американским спецслужбам. Санчес был одним из немногих руководителей контрас, вступавшим в споры и конфликты с американцами. В отличие от прогрессиста-неоконсерватора Калеро, Санчес придерживался консервативно-традиционалистских взглядов, действительно близких к сомосизму.
Конфликт между Санчесом и Калеро усилился после начала переговоров контрас с сандинистским правительством. Санчес и Бермудес жёстко возражали против уступок сандинистам. Калеро, опираясь на поддержку американской администрации, был сторонником политического урегулирования. В итоге 23 марта 1988 года делегации RN и СФНО во главе с Адольфо Калеро и Умберто Ортегой заключили мирное Соглашение Сапоа.

## Послевоенный контрас
Хотя Аристидес Санчес подписал Соглашение Сапоа, он не принял условий урегулирования. Санчес стал консолидировать радикально настроенных бывших повстанцев (впоследствии эта тенденция оформилась в движение Recontras). Новые власти Никарагуа, сменившие сандинистов после свободных выборов 25 февраля 1990 года, обвиняли Санчеса в дестабилизации правоцентристского правительства Виолеты Барриос де Чаморро.
14 ноября 1990 года на мосту в городе Себако произошло столкновение группы демобилизованных контрас с полицией. Погибли 4 человека, 16 получили ранения. На следующий день Санчес был арестован и обвинён в подрывной деятельности, однако вскоре освобождён, после чего вылетел на лечение в Майами. По этому инциденту он подал заявление в Межамериканскую комиссию по правам человека. Происшедшее в Себако Санчес охарактеризовал как следствие сохраняющегося сандинистского контроля над государственными силовыми структурами.
В сентябре 1993 года 50-летний Аристидес Санчес скончался от тяжёлой болезни. Его жена Сесилия Санчес участвовала в движении контрас, а после смерти мужа осуществляла программы помощи бывшим бойцам.
Аристидес Санчес представлял в движении контрас ультраконсервативное направление, происходящее от сомосистского режима. В разнородной никарагуанской оппозиции эта линия не являлась доминирующей. Однако личные качества Санчеса позволили ему стать одним из ведущих деятелей контрас.

## Комментарии
1. ↑  Согласно испанско-русской практической транскрипции.